# Dorinha Duval
Dorinha Duval, nome artístico de Dorah Teixeira (São Paulo, 21 de janeiro de 1929 — Rio de Janeiro, 21 de maio de 2025) foi uma  artista plástica brasileira, que anteriormente também trabalhou como atriz, humorista, apresentadora e vedete. Dorinha fez uma proeminente carreira em humorísticos e apresentando programas nas extintas TV Tupi, TV Excelsior e TV Rio entre as décadas de 50 e 60, antes de migrar para as novelas da Rede Globo em 1969.
Encerrou a carreira na televisão em 1980 após ser presa por assassinar seu marido Paulo Sérgio Garcia de Alcântara com três tiros.

## Biografia
Em 1960, participou do filme As Aventuras de Pedro Malasartes, no qual contracenou com Mazzaropi. Em 1973, participou da novela O Bem-Amado como Dulcinéia Cajazeira. Também interpretou a primeira personagem Cuca do Sítio do Picapau Amarelo, em 1977.
Já em 2002, lançou suas memórias autobiográficas num livro intitulado "Em busca da luz". Na obra narra como foi a experiência de ter sido violentada aos quinze anos de idade, ter sofrido um aborto e se prostituído. Dorinha também revela que tentou o suicídio depois da separação de Daniel Filho, além de contar por que matou seu segundo marido, o produtor publicitário Paulo Sérgio Garcia Alcântara, durante uma discussão, em 1980. Segundo Dorinha, Paulo Sérgio a maltratava por querer mulheres mais jovens, já que ela tinha 16 anos a mais que ele. A família da vítima, todavia, contestou as alegações de maus tratos e levantou a possibilidade de que o crime tivesse sido premeditado. Pelo crime foi condenada, por sete votos a zero, a uma pena de um ano e meio de prisão, no primeiro julgamento. Posteriormente, foi submetida a novo julgamento e condenada a seis anos de prisão. O caso foi relembrado por Welson Rocha no seu canal "Meu Brasil de Histórias", do YouTube, ao visitar o túmulo de Paulo Sérgio.
Até seu último dia de vida, foi uma artista plástica, dedicando-se a temas esotéricos. Ainda mantinha um  contrato de trabalho com a Rede Globo. Era mãe da também atriz Carla Daniel.

### Morte
Morreu aos 96 anos, em 21 de maio de 2025. A informação foi confirmada pela sua filha, Carla Daniel, a causa da morte não foi divulgada.

## Filmografia

### Televisão
| Ano     | Título                             | Personagem         | Notas                                |
| ------- | ---------------------------------- | ------------------ | ------------------------------------ |
| 1952–56 | Retrospectiva do Teatro Brasileiro | Vários personagens |                                      |
| 1957–60 | TV de Comédia                      | Vários personagens |                                      |
| 1958–59 | Doce Lar Teperman                  | Eleonora           |                                      |
| 1960    | Hotel da Estação                   | Claudia            |                                      |
| 1961    | Nunca aos Domingos                 | Vários personagens |                                      |
| 1962–63 | O Riso É o Limite                  | Vários personagens |                                      |
| 1962–63 | Noite de Gala                      | Apresentadora      |                                      |
| 1962–63 | Noites Cariocas                    | Apresentadora      |                                      |
| 1963    | Dois no Balanço                    | Apresentadora      |                                      |
| 1963    | Rua do Ri-Ri-Ri                    | Bebete             |                                      |
| 1964    | Garson Garante o Domingo           | Apresentadora      |                                      |
| 1964    | Adoro a Dora                       | Dora Dummont       |                                      |
| 1964    | Vovo Deville                       | Dora Dummont       | Episódio: "Dora"                     |
| 1964    | Hospital Tan-Tan                   | Dora Dummont       | Episódio: "Lá Vem a Dora"            |
| 1964–65 | My Fair Show                       | Apresentadora      |                                      |
| 1964–65 | Times Square Show                  | Apresentadora      |                                      |
| 1965    | A Cidade Se Diverte                | Vários personagens |                                      |
| 1965    | Show Riso                          | Vários personagens |                                      |
| 1966    | A Brasa da Casa                    | Vários personagens |                                      |
| 1966    | O Espetáculo Continua              | Vários personagens |                                      |
| 1966    | Tupi em Black White                | Vários personagens |                                      |
| 1966    | Deu a Louca no Mundo               | Vários personagens |                                      |
| 1967    | I Love Lúcio                       | Drª Vânia          | Episódio: "Piloto"                   |
| 1967    | O Riso Mora ao Lado                | Vários personagens |                                      |
| 1967    | Os Comediantes                     | Vários personagens |                                      |
| 1968    | Tô Aí, Tupi                        | Vários personagens |                                      |
| 1969    | Verão Vermelho                     | Naná               |                                      |
| 1970    | Irmãos Coragem                     | Carmem Valéria     |                                      |
| 1971    | Minha Doce Namorada                | Maura              |                                      |
| 1972    | Selva de Pedra                     | Diva               |                                      |
| 1972    | Caso Especial                      | Helena             | Episódio: "Mirandolina"              |
| 1973    | O Bem Amado                        | Dulcinea Cajazeira |                                      |
| 1974    | O Espigão                          | Zilda              |                                      |
| 1974    | Caso Especial                      | Eliete             | Episódio: "Feliz na Ilusão"          |
| 1975    | Cuca Legal                         | Nilzete            |                                      |
| 1975    | Azambuja & Cia                     | Nega Brechó        | Especial de fim de ano               |
| 1976    | O Feijão e o Sonho                 | Noca               |                                      |
| 1977    | Sítio do Picapau Amarelo           | Cuca               | Temporada 1                          |
| 1978    | Maria Maria                        | Ana Maria          |                                      |
| 1978    | Sinal de Alerta                    | Ofélia             |                                      |
| 1979    | Malu Mulher                        | Ana                | Episódio: "Piloto"                   |
| 1980    | Plantão de Polícia                 | Sueli              | Episódio: "O Homem Que Veio do Brás" |
| 2006    | Belíssima                          | Ela mesma          | Episódio: "7 de julho"               |

### Cinema
| Ano  | Título                             | Personagem |
| ---- | ---------------------------------- | ---------- |
| 1952 | Veneno                             | Celi       |
| 1958 | Vou Te Contá...                    | Rosa       |
| 1960 | As Aventuras de Pedro Malazartes   | Esposa     |
| 1963 | O Homem Que Roubou a Copa do Mundo | Paula      |
| 1969 | Pobre Príncipe Encantado           | Beatrice   |
| 1971 | Meus Filhos                        | Irma       |
| 1971 | As Quatro Chaves Mágicas           | Teresa     |
| 1974 | Feliz na Ilusão                    | Cotinha    |
| 1976 | Feminino Plural                    | Bete       |

## Teatro
| Ano     | Título                    | Personagem |
| ------- | ------------------------- | ---------- |
| 1944–46 | Carlos Lisboa Show        | Vedete     |
| 1947    | Oásis                     | Vedete     |
| 1947–50 | Um Milhão de Mulheres     | Vedete     |
| 1952–53 | O Que É Que o Bikini Tem? | Vedete     |
| 1953    | Paris à Meia-Noite        | Vedete     |
| 1953    | Rei Momo de Touca         | Vedete     |
| 1954    | Carroussel Paulista       | Vedete     |
| 1954    | Quem Inventou a Mulata?   | Vedete     |
| 1954    | Tudo É Lucro              | Vedete     |
| 1955    | De Vassoura e Chevrolet   | Vedete     |
| 1955    | Piu Piu pra Você          | Vedete     |
| 1955    | Abril em Portugal         | Vedete     |
| 1956–57 | Botando pra Jambrar       | Vedete     |
| 1957–58 | Ponha a Mulher no Seguro  | Vedete     |
| 1959    | Pif-Paf                   | Vedete     |
| 1961    | Copasambando              | Vedete     |
| 1962    | 12 Biquínis               | Vedete     |
| 1962    | Caindo de Touché          | Vedete     |
| 1974    | Mangue Story              | Edna       |